# Boeing B-47 Stratojet
Boeing B-47 Stratojet (tovární označení Model 450) byl americký šestimotorový proudový strategický bombardér středního až dlouhého doletu, určený k letům vysokou podzvukovou rychlostí ve velkých výškách, aby unikl nepřátelským stíhacím letounům. Hlavním úkolem B-47 byl případný jaderný útok na cíle v Sovětském svazu.
Vývoj B-47 lze vysledovat až k požadavku na průzkumný bombardér využívající nově vyvinutý tryskový pohon, který americké letectvo (USAAF) předložilo v roce 1943. Další klíčovou novinkou, která byla přijata během procesu vývoje, bylo šípové křídlo, které čerpalo z německého druhoválečného výzkumu. S motory v gondolách pod křídly představoval B-47 hlavní inovaci v proudových bojových letounech po druhé světové válce a přispěl k vývoji moderních proudových letadel. V dubnu 1946 letectvo objednalo dva prototypy označené „XB-47“ a 17. prosince 1947 provedl první prototyp první let. V soutěži čelil letounům North American XB-45, Convair XB-46 a Martin XB-48. Formální kontrakt na 10 letounů B-47A byl podepsán 3. září 1948. Později následovaly mnohem větší počty.
V roce 1951 vstoupil B-47 do služby u Strategic Air Command (SAC) amerického letectva a do konce padesátých let se rychle stal základem bombardovací síly. Během napětí za studené války vzniklo více než 2000 ks letounů. Jako strategický bombardér byl B-47 v provozu až do roku 1965, kdy byl do značné míry nahrazen modernějšími letadly jako je Boeing B-52 Stratofortress. B-47 byl také upraven k výkonu řady dalších rolí, včetně fotografického průzkumu, elektronického boje a meteorologickým účelům. Zatímco jako bombardéry bojově nasazeny nebyly, průzkumné RB-47 se občas dostaly pod palbu poblíž sovětského vzdušného prostoru nebo uvnitř něj. Typ zůstal v provozu jako průzkumný letoun až do roku 1969; hrstka sloužila jako létající testovací letouny až do roku 1977.
Dva letouny B-47B byly přestavěny pro doplňování paliva za letu, cisternový nesl označení KB-47G a doplňovaný letoun byl přeznačen na YB-47F. Verze B-47E dostala brzdící padák, katapultovací sedadla a kanony místo kulometů do zadní části trupu.
V roce 1956 obdrželo RCAF jeden letoun B-47B (51-2059) ke zkouškám turbokompresorového motoru Orenda Iroquois o tahu 88,90 kN. Úpravu na leteckou zkušebnu provedla firma Canadair Ltd. a létal pod označením CL-52.

## Vývoj

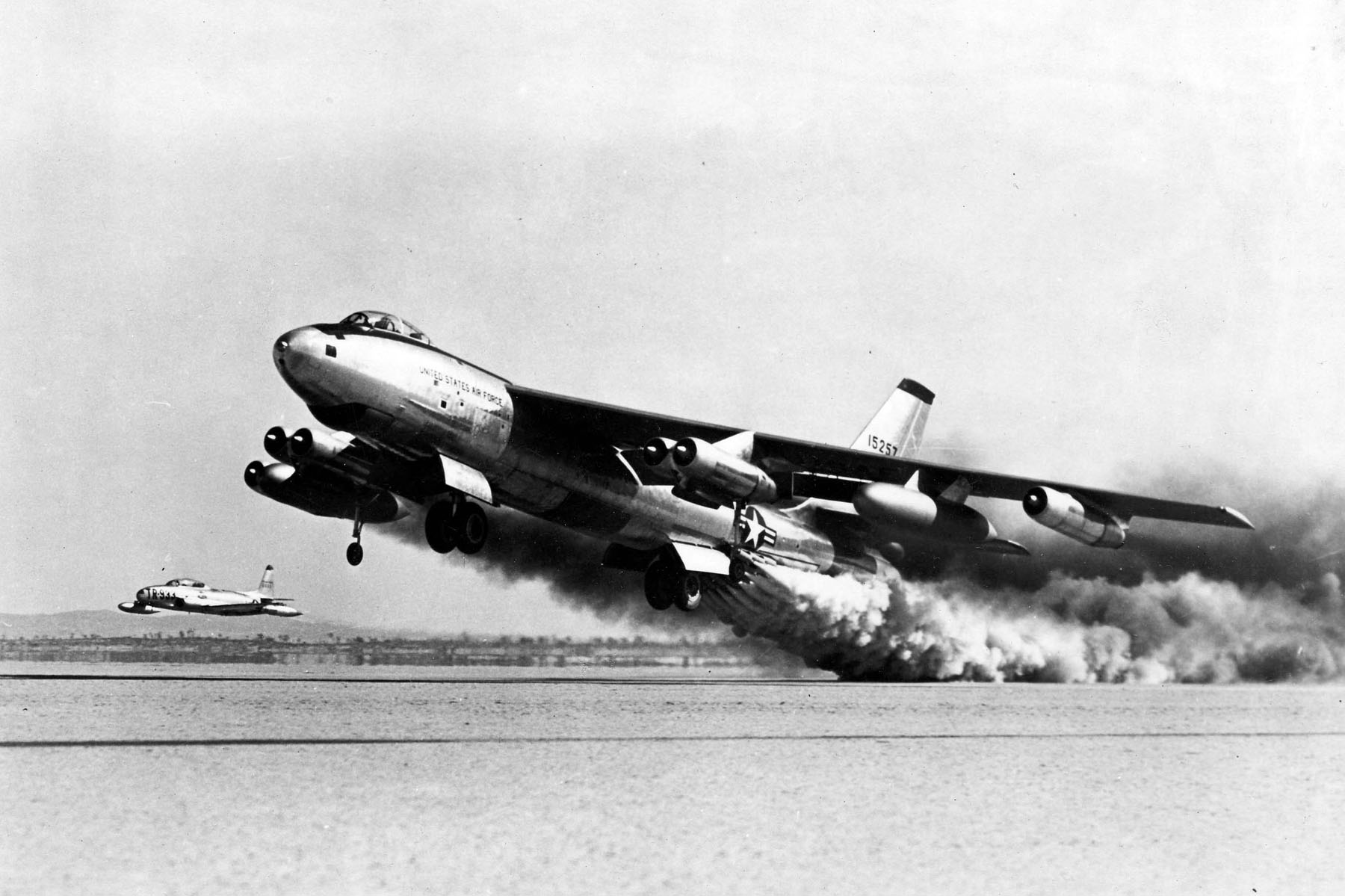
B-47E při startu s pomocnými raketami

B-47 vznikl z neformálního požadavku z roku 1943 na průzkumný bombardér poháněný proudovými motory, který vypracovaly americké armádní letecké síly USA (USAAF), aby přiměl výrobce zahájit výzkum proudových bombardérů. Boeing byl mezi několika oslovenými společnostmi; jeden z jeho návrhů, Model 424, byl v podstatě zmenšená verze pístového letounu B-29 Superfortress vybavená čtyřmi proudovými motory. V roce 1944 z tohoto počáteční koncept vznikla formální žádost o návrh na konstrukci nového bombardéru s maximální rychlostí 890 km/h, cestovní rychlostí 720 km/h, doletem 3 500 mil (5 600 km) a dostupem 45 000 stop (13 700 m).
V prosinci 1944 společnosti North American Aviation, Convair, Boeing a Glenn L. Martin Company předložily návrhy. Testování v aerodynamickém tunelu ukázalo, že odpor u zavěšení motorů u modelu 424 byl příliš vysoký, takže Boeing vstoupil s přepracovaným návrhem, modelem 432, se čtyřmi motory "utopenými" v přední části trupu. Letectvo zadalo smlouvy všem čtyřem společnostem a vyžadovalo, aby se v North American a Convair soustředili na čtyřmotorové konstrukce (později B-45 a XB-46), zatímco v Boeingu a Martinu měli stavět šestimotorová letadla (B-47 a XB-48). Pohonnou jednotkou měl být nový proudový motor General Electric TG-180.

## Služba

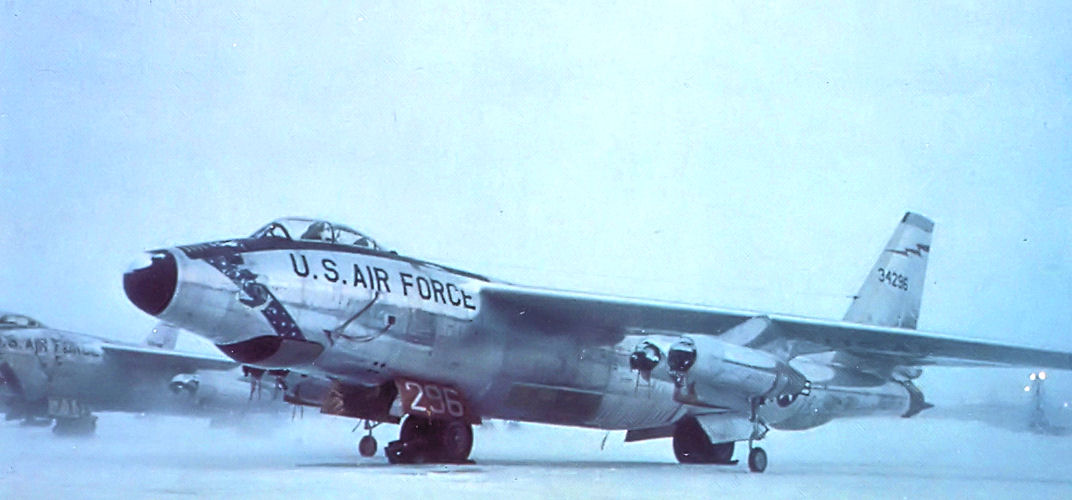
Průzkumný letoun RB-47H-1-BW Stratojet (sériové číslo 53-4296)

Dne 1. července 1960 průzkumný letoun RB-47H-1-BW Stratojet (sériové číslo 53-4281) od 38th strategické průzkumné perutě (38th Strategic Reconnaissance Squadron) prováděl elektronický průzkum v mezinárodním vzdušném prostoru nad Barentsovým mořem severně od Murmansku. K této misi odstartoval z britské letecké základny RAF Brize-Norton v hrabství Oxfordshire. Na palubě letounu RB-47 byla šestičlenná posádka: velitel letounu Willard George Palm, druhý pilot a střelec Freeman Bruce Olmstead, navigátor John Richard McKone a tří důstojníci elektronického zpravodajství (electronic intelligence officers, jinak „Ravens“) Eugene E. Posa, Dean Bowen Phillips a Oscar Lee Goforth. Z poloostrova Kola proti letounu odstartoval sovětský stíhací letoun MiG-19, který pilotoval Vasilij Amvrosijevič Poljakov. Poljakov americký letoun dohnal a vyzval jej, aby ho následoval. Když neuposlechl, dostal rozkaz jej setřelit. Při prvním útoku kanóny vyřadil dva motory na levém křídle. Po druhém únoku se posádka bombardéru katapultovala. Opuštěný RB-47 ještě nějaký čas pokračoval v letu. Tato akce je považována za první sestřel dosažený letounem MiG-19. Pouze Olmstead a McKone přežili a byli zajati Sověty. Po inauguraci prezidenta Kennedyho je Nikita Chruščov propustil jako gesto dobré vůle. Do Spojených států se vrátili 27. ledna 1961.

## Varianty

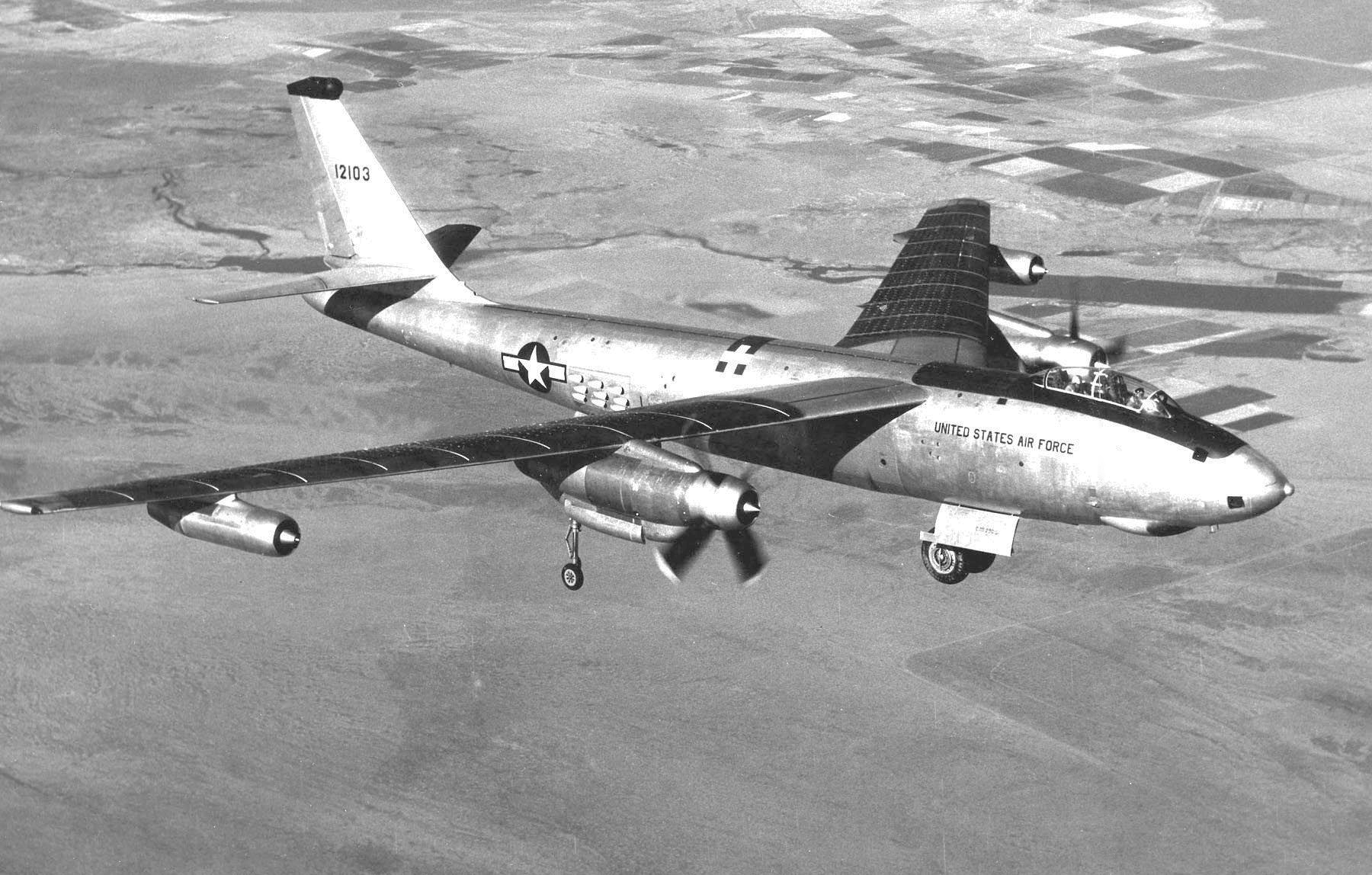
XB-47D

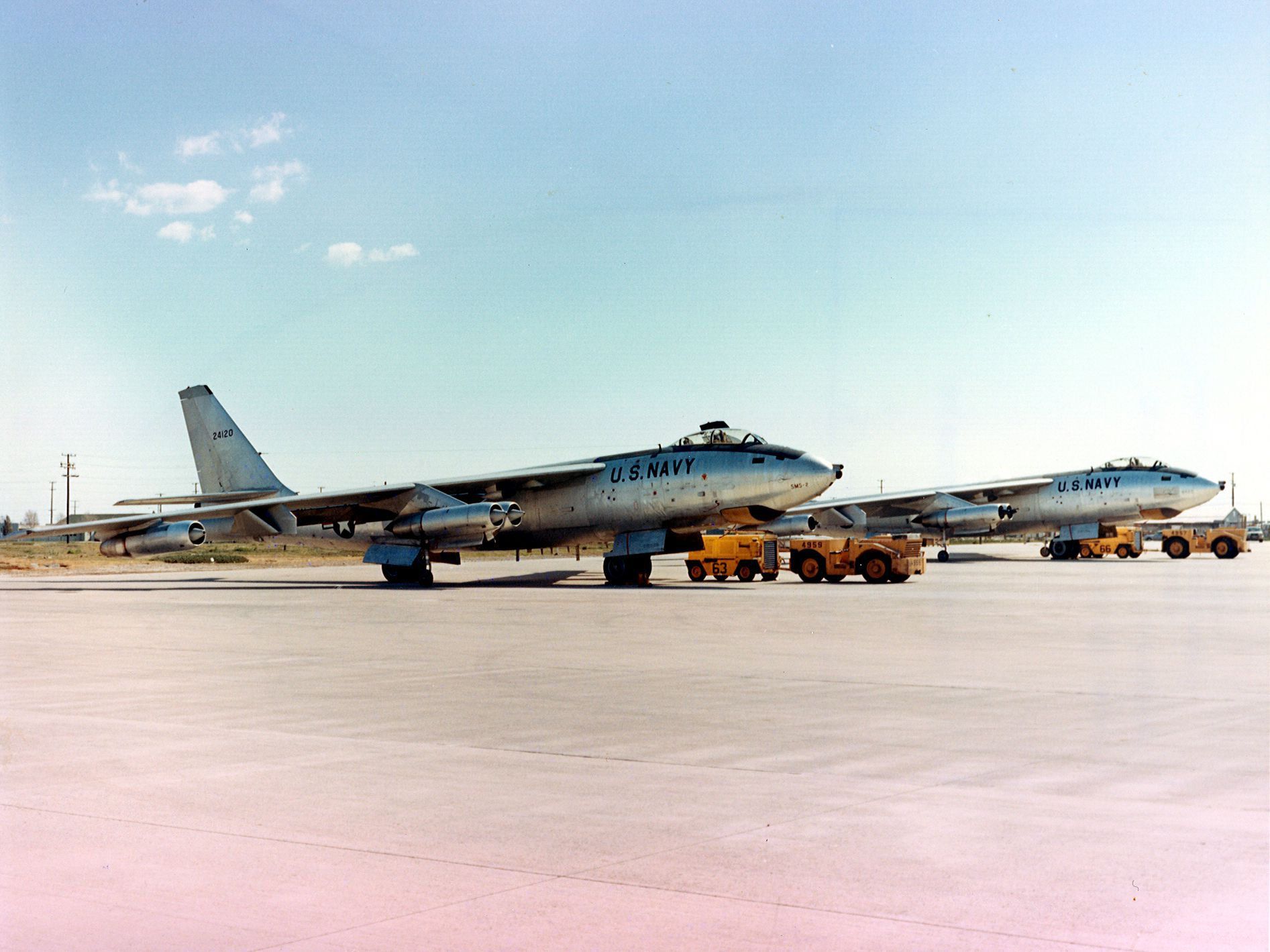
Stroje EB-47E amerického námořnictva, 1971.

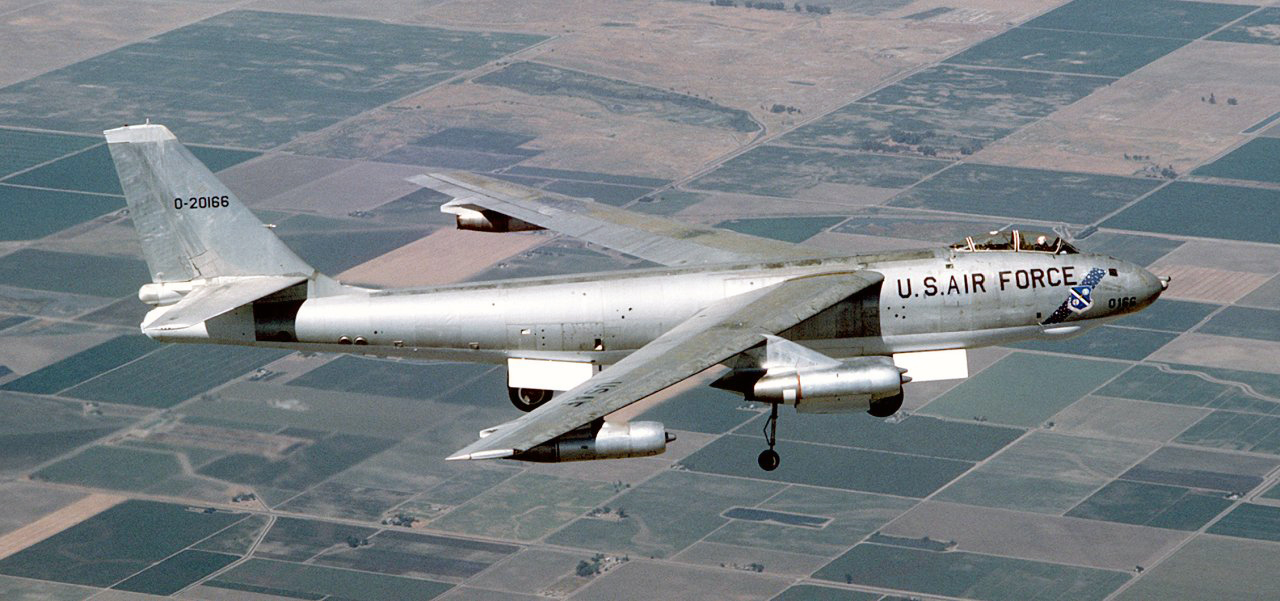
Poslední let B-47 v roce 1986; 52-0166 byl restaurován a převezen na základnu Castle AFB

- XB-47: Postaveny dva prototypy jako model 450-1-1 a 450-2-2 respektive 46-065 a 46-066, poháněné šesti proudovými motory Allison J35-GE-7 pro první lety. Zálet druhého prototypu se uskutečnil 21. července 1948 s výkonnějšími motory General Electric J47-GE-3 o tahu po 23,11 kN, které v průběhu zkoušek obdržel také první prototyp a takto modifikovaný poprvé vzlétl 7. října 1949.
- B-47A: První let 25. června 1950, postaveno 10 sériových strojů s označením B-47A, z nichž první byl dodán v prosinci 1952. Byly vybaveny proudovými motory J47-GE-11, o stejném tahu 5,200 lbf (23 kN) jako dřívější J47-GE-3. U dvou letounů bylo odzkoušeno záďové střeliště s dvojicí kulometů ráže 12,7 mm dálkově ovládaných radiolokačním systémem.
- B-47B: 399 ks, po 87 strojích s motory J47-GE-11 naběhla do výroby obměna s výkonnějšími motory J47-GE-23 o tahu po 25,78 kN.
- RB-47B: 24 ks, průzkumná verze s osmi kamerami ve vyhřívaném pouzdru v pumovnici.
- TB-47B: 62 ks, cvičná varianta se čtvrtým členem osádky – instruktorem.
- DB-47B: 4 ks, bez výzbroje s rozšířeným radiovybavením pro řízení a kontrolu bezpilotních prostředků.
- WB-47B: meteorologická verze.
- YDB-47B: upravený jeden letoun B-47B (51-2186) pro vypouštění protizemní rakety GAM-63A Rascal.
- XB-47D: u dvou exemplářů B-47B byly místo čtyř vnitřních proudových motorů instalovány dva turbovrtulové Wright YT49-W-1 se čtyřlistými vrtulemi Curtiss. První let takto upraveného letounu proběhl 26. srpna 1955 a zkoušky probíhaly na základně Larson AFB.
- B-47E: 1341 ks, prototyp (51-2357) poprvé vzlétl 20. ledna 1953 s motory J47-GE-25, pokročilejší avionikou a účinnější výzbrojí.
- DB-47E: 2 ks letounů pro vypouštění střel Rascal.
- EB-47E: 3 ks, varianta pro radioelektronický průzkum.
- RB-47E: 240 ks, průzkumná verze se zvětšenou kapacitou trupových palivových nádrží, jejíž první prototyp (51-5258) byl zalétán 3. července 1953.
- EB-47H: varianta určená pro radioelektronický boj.
- RB-47H: 32 ks, varianta pro optický a speciální radioelektronický průzkum.
- ERB-47H: 3 ks
- ETB-47E: cvičná verze.
- WB-47E: 24 ks pro průzkum počasí.
- YDB-47E: 2ks, stejné určení jako YDB-47B a DB-47E.
- YB-47J: vznikla zástavbou radiolokačního bombardovacího a navigačního zařízení MA-2.
- RB-47K: 15 ks, modifikované letouny RB-47E pro fotoprůzkum a rozbor počasí.
- EB-47L: 36 ks B-47E přebudovaných pro systém vzdušného velení v případě nukleární války.

Celkem vyrobeno 2 032 kusů

## Specifikace (B-47E)

### Technické údaje
- Osádka: 3
- Rozpětí: 35,4 m
- Délka: 32,6 m
- Výška: 8,5 m
- Nosná plocha: 132,7 m²
- Plošné zatížení: 454,8 kg/m²
- Profil křídla: NACA 64A (0,225) 12 mod root and tip
- Hmotnost prázdného stroje: 35 867 kg
- Vzletová hmotnost: 60 341 kg
- Maximální vzletová hmotnost: 100 000 kg
- Pohonné jednotky: 6× turbokompresorový proudový motor General Electric J47-GE-25, každý o tahu 32 kN
- Zero-lift drag coefficient: 0,0148 (odhad)
- Plocha čelního odporu: 21,13 ft² (1,96 m²)
- Štíhlost křídla: 9,42

### Výkony
- Maximální rychlost: 977 km/h
- Cestovní rychlost: 896 km/h
- Bojový rádius: 3 240 km s nákladem 9 000 kg pum
- Přeletový dolet: 6 494 km
- Dostup: 12 300 m
- Počáteční stoupavost: 23,7 m/s
- Plošné zatížení: 454,8 kg/m²
- Tah/Hmotnost: 0,22
- Lift-to-drag ratio: 20 (odhad)

### Výzbroj
- Kanóny: 2× 20 mm M24A1
- Pumy: do 11 000 kg výzbroje, zahrnující:
- 2× atomová puma nebo
- 28× 230 kg konvenční munice